# Janusz Makuch
Janusz Makuch (ur. 1960 w Puławach) – polski działacz społeczny, założyciel Festiwalu Kultury Żydowskiej w Krakowie.

## Życiorys
Absolwent polonistyki Uniwersytetu Jagiellońskiego.
Jest jednym z założycieli Festiwalu Kultury Żydowskiej w Krakowie.
Postanowieniem prezydenta z dnia 14 kwietnia 2008 r. za wybitne osiągnięcia w odkrywaniu, gromadzeniu i upowszechnianiu prawdy o Holokauście, za zasługi w działalności na rzecz upamiętniania historii Powstania w Getcie Warszawskim został odznaczony Krzyżem Oficerskim Orderu Odrodzenia Polski. W 2010 odznaczony został Medalem „Niezłomnym w słowie”. Jest laureatem Nagrody im. Ireny Sendlerowej (2008), fundowanej przez Taube Foundation for Jewish Life and Culture w San Francisco, a także Statuetki Felka (2004) za dokonania na rzecz zachowania dziedzictwa polskich Żydów. Został też uhonorowany nagrodą „Kowadło” Krakowskiego Stowarzyszenia Kuźnica (2003). W 2018 roku jako jedyny Polak otrzymał z rąk ambasador Izraela Anny Azari tytuł „Przyjaciela Izraela”.